# Carlo Regnoli
Carlo Regnoli (Pisa, 1838 – Pisa, 12 dicembre 1873) è stato un chirurgo, paleontologo e patriota italiano.

## Biografia
Figlio del noto chirurgo Giorgio Regnoli, si laureò in medicina presso l'università di Pisa e ne fu assistente alla cattedra di Anatomia Umana e professore di oftalmoiatria.
Nel 1866, con lo scoppio della terza guerra di indipendenza si arruolò nel Corpo Volontari Italiani di Giuseppe Garibaldi con il grado di chirurgo maggiore assegnato al 2º Reggimento Volontari Italiani del tenente colonnello Pietro Spinazzi. Si distinse nella cura dei feriti della battaglia di Pieve di Ledro e di Bezzecca; estrasse sette proiettili: cinque a feriti austriaci e due a italiani, i proiettili furono poi donati al Museo di Storia Naturale di Calci. A fine guerra fu decorato di una menzione onorevole al valor militare per "le zelanti ed intelligenti cure prestate ai feriti. Assalito all'ospedale provvisorio di Pieve di Ledro da un distaccamento nemico, riuscì a far rispettare i feriti e farsi lasciare con altri sanitari a curarli. Si recò più tardi sul campo di Bezzecca e rese ancora là segnalati servizi”.
Appassionato di archeologia, compì ricerche in Egitto e si recò diverse volte in Sud America. Nell'aprile del 1869 fu la volta del Perù, e da questa spedizione riportò 121 vasi precolombiani delle culture Chimú e Chancay risalenti ad un periodo compreso fra il XII e il XVI secolo.  L'intera collezione fu donata all'Istituto di Anatomia Umana Normale di Pisa, dove tuttora risiede.
Insieme all'amico Antonio D'Achiardi, di cui condivise la passione per la paleontologia, esplorò numerose grotte sui Monti Pisani e sulle Alpi Apuane ed in alcune di esse (Grotte all'Onda, del Tanaccio di Camaiore, della Guerra di Villa Collemandina, del Castello di Vecchiano) rinvenne numerosi materiali preistorici.
I risultati di questi studi furono poi esposti alla Gallerie du travail durante l'esposizione Universale di Parigi del 1867 e a Bologna nel 1871. Questi manufatti sono oggi conservati presso il Museo di geologia di Pisa.
Nel 1872 si recò nuovamente in Sud America dove eseguì numerose operazioni chirurgiche: a Buenos Aires eseguì ben 24 operazioni chirurgiche agli occhi e l'Università lo insignì della medaglia d'oro.
Morì prematuramente all'età di 35 anni, lasciando la moglie Clementina Castelli, con la quale si era sposato nel 1858 e cinque figli. Un figlio, di nome Leopoldo, era già precedentemente morto all'età di due anni. Ai funerali del Regnoli parteciparono molti esponenti dell'Università di Pisa ed altre autorità. Si ricorda la partecipazione dei Professori Carlo Fedeli, Puccianti, Micheli e dell'On. Olinto Barsanti.

## Opere
- Ricerche paleontologiche nelle Alpi Apuane, Nuovo Cimento, 1867., su books.google.it.
- D'alcuni oggetti appartenenti alla paleoetnologia rinvenuti entro una caverna della Maremma toscana dal sig. cav. Luigi Zucchi e donati al R. Museo pisano / notizie del dott. C. Regnoli, Pieraccini, 1868.